# البوکرکی استودیوز
نتفلیکس البوکرکی استودیوز یک استودیوی فیلمسازی است که در توسعه مسا دل سول البوکرکی ، نیومکزیکو واقع شده است. این محل شامل هشت صحنه صدا، دفاتر تولید و یک بک‌لات است. 
این استودیوها به عنوان مقر گروه نمایش تلویزیونی بریکینگ بد و همچنین تعدادی از فیلم‌های هالیوود شناخته می‌شود. مختصاتی که شخصیت بریکینگ بد، والتر وایت، پول خود را در قسمت پنجم «مدفون» دفن می‌کند درواقع به این محل اشاره می‌کند.
تولیدات قابل توجه در البوکرکی استودیوز عبارتند از:
- بریکینگ بد (۲۰۰۸–۲۰۱۳)
- کتاب الی (۲۰۱۰)
- انتقام جویان (۲۰۱۲)
- تکاور تنها (۲۰۱۳)
- Better Call Saul (۲۰۱۵–۲۰۲۲)
- روز استقلال: تجدید حیات (۲۰۱۶)
- تازه شروع شده (۲۰۱۷)
- لوگان (۲۰۱۷)
- ال کامینو: فیلم بریکینگ بد (۲۰۱۹)
- چیزهای عجیب فصل ۴ (۲۰۲۲)[۲]